# Stanisław Kulawiak
Stanisław Kulawiak (ur. 23 lipca 1954 w Ostrzeszowie) – polski artysta fotograf. Członek Zarządu Okręgu Dolnośląskiego Związku Polskich Artystów Fotografików. Członek Rady Artystycznej Zarządu Głównego ZPAF. Członek założyciel Grupy Twórczej SEM. Członek założyciel Jaszczurowej Galerii Fotografii.

## Życiorys
Stanisław Kulawiak jest absolwentem Liceum Ogólnokształcącego w Ostrzeszowie, absolwentem Wydziału Elektrycznego Akademii Górniczo-Hutniczej w Krakowie (1973–1975) – mieszka w Ostrzeszowie. Rozpoczął pracę na rzecz fotografii artystycznej w 1974 roku – prowadząc wówczas Studencką Agencję Fotograficzną. Miejsce szczególne w jego twórczości zajmuje fotografia architektury, fotografia dokumentacyjna, fotografia krajobrazowa, fotografia krajoznawcza, fotografia podróżnicza, fotografia portretowa, fotografia przyrodnicza oraz fotografia reportażowa. W 1976 roku był współtwórcą Grupy Twórczej SEM oraz Jaszczurowej Galerii Fotografii. 
Stanisław Kulawiak jest autorem i współautorem wielu wystaw fotograficznych; indywidualnych i zbiorowych – w Polsce i za granicą. Uczestniczy w pracach jury – w konkursach fotograficznych. Jest kuratorem wystaw fotograficznych. W 1980 roku został przyjęty w poczet członków rzeczywistych Związku Polskich Artystów Fotografików (legitymacja nr 550), w którym pełnił i pełni obecnie funkcję wiceprezesa Zarządu do spraw artystycznych Okręgu Dolnośląskiego ZPAF (kadencje 2014–2017; 2017–2020). W 2017 roku został członkiem Rady Artystycznej Zarządu Głównego ZPAF (kadencja na lata 2017–2020). W latach 1983–1989 jako fotograf współpracował z Teatrem im. Wojciecha Bogusławskiego w Kaliszu. Od 1999 roku do 2013 wspólnie z żoną Zofią prowadził Oficynę Wydawniczą Kulawiak. Od 2010 roku kierował pracami Stowarzyszenia Regionalnego Ośrodka Dokumentacji Wieża 1916. Od 2013 roku jest właścicielem Wydawnictwa i Archiwum Cyfrowego Pustkowie. 
Fotografie Stanisława Kulawiaka znajdują się w zbiorach Archiwum Fotografii Fundacji Ośrodka KARTA.

## Odznaczenia
- Złoty Medal „Za Zasługi dla Rozwoju Twórczości Fotograficznej” (2016)[8][20]
- Odznaka honorowa „Zasłużony dla Kultury Polskiej” (2017)[21]
- Brązowy Medal „Zasłużony Kulturze Gloria Artis (2024)[22]

## Wybrane wystawy autorskie
- Wystawa fotografii – Ostrzeszów, kwiecień 1978
- Pejzaże prawie symetryczne – Nowa Huta, marzec 1979
- Rodzice – Kraków (Jaszczurowa Galeria Fotografii), czerwiec 1980
- Portrety okazjonalne – Przemyśl, lipiec 1980
- Wystawa fotografii z lat 1975–1981 – Kraków (Galeria ZPAF), maj 1981
- Portrety – Kraków (Galeria Foto-Video), październik 1984
- Zwis czy nawis – Ostrzeszów (Galeria Na Zameczku), kwiecień 1984
- Trzeba stworzyć dramat – Kalisz (Teatr im. W. Bogusławskiego), marzec 1985
- Pejzaże prawie symetryczne – Wrocław, wrzesień 1987
- Okolice autentyzmu – Ostrzeszów, październik 1987
- Wizerunki Jana Pawła II na medalach z kolekcji ks. Jana Stachowiaka – Hamburg (Parafia Polska), czerwiec 1989
- Międzynarodowa Konferencja Praw Człowieka – zapis dokumentalny, Nowa Huta, grudzień 1988
- 21 fotografii z USA – Wrocław, lipiec 1990
- Trzy fotografie – Ostrów Wielkopolski (Biuro Wystaw Artystycznych), listopad 1992
- 30 x Kalisz – Tongeren, sierpień 1995
- 30 x Kalisz –  Hamm, wrzesień 1995
- Portrety jazzowe – Kalisz, listopad 1999
- Die Gegend des Autentismus – Berlin, grudzień 2001
- Die Gegend des Autentismus – Stuhr, październik 2003
- Frazy jazzowe – Kalisz, listopad 2003
- Fast symmetrische Landschaften – Stuhr, listopad 2004;
- Pejzaże asymetryczne – Warszawa (Mała Galeria ZPAF), kwiecień 2005
- Kody asymetryczne – Kalisz (Biuro Wystaw Artystycznych), listopad – grudzień 2006
- Kody asymetryczne – Gorzów Wielkopolski (GSN MOS), luty 2009
- Na peryferiach PRL fotografie z lat 1974–1989 – Warszawa (Stara Galeria ZPAF), wrzesień 2009
- Na peryferiach PRL fotografie z lat 1974–1989 – Kalisz (Wieża Ciśnień), grudzień 2009
- Na peryferiach PRL fotografie z lat 1974–1989 – Wrocław (Galeria Wydawnictwo), luty 2011
- Relacje uliczne – Wrocław (Galeria Za Szafą), maj 2019[4]
- Portfolio. Fotografie z lat 1974–1990 – Kielce (Biuro Wystaw Artystycznych), sierpień 2022[23]
- Portfolio. Fotografie z lat 1974–1990 – Katowice (Galeria PUSTA), październik 2022[24]
- Na peryferiach PRL 1974–1990 – Kraków (Galeria ZPAF), listopad 2022[25]
- Portfolio. Relacje uliczne 1990–2022 – Kielce (Galeria u Strasza), styczeń 2023[26]
- Portfolio. Okolice autentyzmu 1974–2022 – Ostrzeszów (Muzeum Regionalne im. W. Golusa), październik 2023[27]

Źródło

## Wystawy zbiorowe (Grupa SEM)
- Akcja Próbna 1 – Kraków (Akademia Górniczo-Hutnicza), grudzień 1976
- Akcja Stołówka – Kraków, kwiecień 1977
- Akcja Ślady – Szczawnica, lipiec 1977
- Akcja Próba 2 – Wrocław, maj 1978
- Akcja Próba 2 – Tarnobrzeg, lipiec 1978
- Moje miasto Kraków – Poznań, październik 1978
- Moje miasto Kraków – Kraków, listopad 1978
- W pejzażu historii – Wrocław (Galeria Foto-Medium-Art), marzec 1979

Źródło

## Wybrane wystawy zbiorowe
- Od sierpnia do sierpnia – Kraków (Galeria ZPAF), wrzesień 1981
- Polska współczesna fotografia artystyczna – Warszawa (Zachęta Narodowa Galeria Sztuki), 1985
- Fotografia polska – poszukiwania 1956–1985 – Praga, 1986
- Międzynarodowe Biennale Sztuki – Saõ Paulo, 1989
- De Pologne; dans et par la photo – Castres, listopad 1990
- Nowe przestrzenie fotografii Pomiędzy – Wrocław, październik 1991
- Okolice autentyzmu – Wrocław (Galeria Design), kwiecień 1998
- Gdzie jesteśmy – Warszawa (Stara Galeria ZPAF), luty 2005

Źródło

## Publikacje
- Stanisław Kulawiak – fotograf autentyczny (monografia). Wydawca: Wojewódzka Biblioteka Publiczna i Centrum Animacji Kultury w Poznaniu (2016)[7][28][29]